# خوان کارلوس اوبلیتاس
خوان کارلوس اوبلیتاس (اسپانیایی: Juan Carlos Oblitas‎؛ زادهٔ ۱۶ فوریهٔ ۱۹۵۱) بازیکن سابق و مربی فوتبال اهل پرو است.
از باشگاه‌هایی که در آن بازی کرده‌است می‌توان به باشگاه فوتبال استاندارد لیژ، باشگاه فوتبال اونیورسیتاریو ده دپورتس، باشگاه فوتبال الچه، و باشگاه فوتبال اسپورتینگ کریستال اشاره کرد.
وی همچنین در تیم ملی فوتبال پرو بازی کرده‌است.